# Calusco d'Adda
Calusco d'Adda [kaˈlusko ˈdadːa] (Calösch [kaˈløsk] in dialetto bergamasco, Calusch in dialetto brianzolo) è un comune italiano di 8 388 abitanti della provincia di Bergamo in Lombardia.
È situato ai margini occidentali della provincia bergamasca, sulle rive del fiume Adda e compreso nella zona chiamata isola bergamasca.

## Storia
I primi insediamenti risalgono all'epoca romana, come testimoniato da recenti studi e ritrovamenti, vista la vicinanza a un'importante strada di collegamento tra le città di Bergamo e Milano. A tal riguardo anche la tradizione tramanda la storia di Fedele, militare romano in fuga a causa della propria conversione al cristianesimo, che passò in questa zona nel III secolo evangelizzando la popolazione. Si narra che mise una croce al posto di una divinità pagana, nel luogo in cui poi sorse una chiesa che venne a lui intitolata dopo la sua santificazione.
I secoli successivi videro alternarsi la dominazione longobarda a quella dei Franchi, che istituirono il Sacro Romano Impero. Ed è a questo periodo che risale il primo documento in cui si attesta l'esistenza del nome del paese, precisamente in un atto redatto nell'871.
In quegli anni il borgo si trovò al centro delle dispute tra le opposte fazioni dei guelfi e ghibellini, che qui raggiunsero un livello di recrudescenza tale da rendere obbligatoria la costruzione di numerose fortificazioni a scopo difensivo.
In tal senso i documenti dell'epoca citano già nell'XI secolo un castello sito in località Baccanello, uno a Monte Giglio (demolito nella seconda metà del XX secolo) e un altro sito a Vanzone (detto il Castellazzo). Erano presenti anche alcune torri, tra le quali una sita nella Ca' de' Anzù e un'altra attigua alla villa Colleoni.
Erano tempi in cui il dominio sul paese era esercitato dalla diocesi di Milano che, ricevuto l'incarico dall'imperatore, lo aveva poi girato al monastero milanese di Sant'Ambrogio.
Successivamente il paese passò alla famiglia dei Da Carvico-Calusco che entrò in possesso dei territori di Calusco superiore (l'attuale capoluogo), di Calusco inferiore (la frazione Baccanello) e del vicino Carvico. Un'ulteriore cessione sancì il passaggio dei territori alla diocesi di Bergamo.
La situazione parve stabilizzarsi e acquietarsi con l'arrivo della Repubblica di Venezia che, a partire dal 1428, pose termine alle dispute tra guelfi e ghibellini. Tuttavia, essendo posto sul confine con il vicino Ducato di Milano, il paese di Calusco fu soggetto alle scorribande degli eserciti milanesi, che saccheggiarono il paese a più riprese.
Nel 1797 si verificò la fine della dominazione veneta e l'arrivo della Repubblica Cisalpina che tuttavia non durò molto, dato che nel 1815 subentrarono gli austriaci che instaurarono il Regno Lombardo-Veneto.
Dopo la successiva unità d'Italia, Calusco visse un'intensa fase d'industrializzazione, culminata con la costruzione della centrale idroelettrica sull'Adda (la centrale Semenza) e di grosse industrie, il tutto favorito dalla presenza della ferrovia che favoriva gli scambi. Questa comunicava con il vicino comune di Paderno tramite un imponente ponte sul fiume Adda, tanto importante da essere considerato bersaglio di primo piano durante la seconda guerra mondiale.

### Simboli
Lo stemma e il gonfalone sono stati concessi con decreto del presidente della Repubblica del 13 febbraio 1957.
Il castello risalente a prima del XII secolo, di cui rimangono pochi ruderi, con una torre, demolita nel 1958, faceva parte di un robusto sistema difensivo, essendo la zona teatro di numerose battaglie tra guelfi e ghibellini. La banda ondata rappresenta il fiume Adda. L'oro e il rosso dello sfondo sono i colori del capoluogo Bergamo.
Il gonfalone è un drappo interzato in palo di giallo, di bianco e d'azzurro.

## Monumenti e luoghi d'interesse
Uno dei luoghi più importanti è la vecchia chiesa parrocchiale di San Fedele. Di antichissima origine e ampliata molte volte tra l'XI e il XVII secolo, è ora sconsacrata e utilizzata come edificio civile, ma conserva ancora numerosi affreschi, tra i quali spiccano quelli eseguiti da Antonio Cifrondi.
La nuova parrocchiale è stata costruita nel XIX secolo e annovera opere precedentemente custodite nella vecchia parrocchiale come le sculture di Anton Maria Pirovano, ma anche affreschi di Luigi Galizzi e un monumentale organo di Adeodato Bossi del 1885, con due tastiere. L'interno ha un aspetto imponente, ha una struttura a croce greca sormontata da una grande cupola.
È presente anche la chiesa di San Giuliano e Santa Maria Bambina in località Vanzone, risalente al XIII secolo. Al proprio interno si possono ammirare opere pittoriche di buon pregio, tra cui spiccano quelle di Gaetano Peverada.
Degno di nota è anche il convento di Santa Maria Assunta, in località Baccanello. Costruito nel XVI secolo, è ornato da numerose opere, tra cui spiccano i dipinti di Francesco Zucco Conserva anche un antico organo Bossi del 1780.
Numerosi sono infine i resti della vita medievale: tra tutti spicca la torre sita alla Ca' de' Anzù, un'altra che faceva parte di un vecchio castello e quella inserita nella Villa Colleoni, edificio che conserva statue e numerosi dipinti di pregevole fattura, tra cui gli affreschi di Carlo Innocenzo Carloni di Scaria.
Da vedere il ponte misto ferroviario-stradale a campata d'arco detto Ponte San Michele, tutto in ferro, alto 85 metri sul livello delle acque del fiume Adda.
Famose sono tutte le centrali idroelettriche lungo il corso del fiume, di cui la Semenza è l'unica sul territorio comunale e tutto il sistema delle chiuse progettate da Leonardo da Vinci.
Per cercare di salvaguardare il territorio il comune di Calusco, che si divide in varie contrade (Centro, Vanzone, Capora, Montello, Torre, Baccanello e Luprita), è stato inserito nel Parco Adda Nord.
Altri luoghi di interesse:
Monastero dei Verghi, Adda dei Verghi, Adda della Capora, Centrale Idroelettrica Edison Semenza, presa del canale Adda-Cherio, Cava Italcementi.
La cementeria dell'Italcementi ha sempre dominato il panorama caluschese nel quale ha svolto negli anni un ruolo controverso: se da un lato ha fornito per decenni lavoro agli abitanti, dall'altro il prezzo ambientale che ha comportato non è stato trascurabile.
Da pochi anni è entrato in servizio un nuovo impianto innovativo sia per quanto riguarda il processo produttivo sia per la riduzione degli impatti ambientali che, tuttavia, restano significativi soprattutto se comparati con le realtà produttive circostanti.
Il 15 ottobre 2014 Italcementi Spa ha fatto pervenire alla Provincia di Bergamo l'istanza di modifica sostanziale dell'Autorizzazione Integrata Ambientale rilasciata per lo stabilimento di Calusco d'Adda corredata dalla contestuale richiesta di revisione della Valutazione di impatto ambientale.
Il progetto avanzato dal cementificio concerne: 
- l'incremento da 30 000 a 110 000 tonnellate/anno del quantitativo di combustibile solido secondario da utilizzare nel forno di cottura del clinker in parziale sostituzione dei combustibili fossili convenzionali.
- la diversificazione delle tipologie di rifiuti CSS (combustibile solido secondario) utilizzabili. Oltre al combustibile derivato dai rifiuti per cui è già è previsto e autorizzato l'utilizzo, Italcementi Spa prevede di utilizzare rifiuti costituiti da plastiche e gomme, pneumatici finemente triturati, coriandoli di matrice plastica, biomasse legnose, fanghi biologici essiccati, fanghi dal trattamento biologico delle acque reflue industriali essiccati, fanghi da altri trattamenti acque reflue industriali essiccati.
- l'utilizzo di CSS-combustibile ex D.M. 14/2/2013 n. 22 (non rifiuto).

## Società

### Evoluzione demografica
Abitanti censiti

### Etnie e minoranze straniere
Secondo i dati ISTAT al 31 dicembre 2010 i cittadini stranieri residenti erano 926 persone (l'11,10% della popolazione).
Le nazionalità maggiormente rappresentate in base alla loro percentuale sul totale della popolazione residente erano:
- Marocco 246 (2,94%, il 25,56% della popolazione straniera)
- Albania 210 (2,51%, il 22,67% della popolazione straniera)
- Romania 80 (0,96%)
- Senegal 76 (0,91%)
- Bosnia ed Erzegovina 62 (0,74%)

## Geografia antropica

### Contrade
Ecco l'elenco completo delle contrade:
- Baccanello
- Calusco Centro
- Capora
- Luprita
- Montello
- Torre
- Vanzone

## Amministrazione
| Periodo        | Periodo        | Primo cittadino    | Partito      | Carica  | Note            |
| -------------- | -------------- | ------------------ | ------------ | ------- | --------------- |
| 28 maggio 2002 | 28 maggio 2007 | Rinaldo Colleoni   | Linea Comune | sindaco | Centro-sinistra |
| 29 maggio 2007 | 12 giugno 2017 | Roberto Colleoni   | Per Calusco  | sindaco | Centro-destra   |
| 12 giugno 2017 | in carica      | Michele Pellegrini | Per Calusco  | sindaco | Centro-destra   |

### Gemellaggi
- Volmerange-les-Mines